# Euastrum ansatum
Euastrum ansatum là một loài Song tinh tảo trong họ Desmidiaceae, thuộc chi Euastrum.

## Các phân loài
- Euastrum ansatum var. triporum
- Euastrum ansatum var. pyxidatum
- Euastrum ansatum var. lithuanicum
- Euastrum ansatum var. javanicum
- Euastrum ansatum var. dideltiforme
- Euastrum ansatum var. concavum
- Euastrum ansatum var. ansatum